# Santa Bárbara (Cap Verd)
Santa Bárbara és una vila a la part nord-oriental de l'illa Brava a l'arxipèlag de Cap Verd. Es troba a un quilòmetre a l'est de la capital de l'illa, Nova Sintra. S'hi pot arribar a Santa Bàrbara amb els autobusos "Aluguer".
En altres temps, Santa Bàrbara va ser famosa pel deu d'aigua mineral anomenada Fonte do Vinagre al sud-est de la localitat. L'aigua tenia un gust àcid i s'utilitzaba amb finalitats mèdiques i per al reg dels camps. Aquesta era l'única font d'aigua a la zona. Encara es poden veure la piscina i la casa de banys construïts al segle xix. La deu es va assecar a principis del segle xxi.